# Riu de Bitlles
El riu de Bitlles, o Riudebitlles, és un riu situat al nord de la comarca de l'Alt Penedès. Estava ja documentat al segle X com a rivus de Birlas o Berilas, d'origen incert.
Neix a la serra de la Llacuna, molt a prop del coll de la Serra, en diversos rierols als congosts de Rofes i de Mediona, per formar la riera de Mediona. El riu passa per Mediona i Sant Quintí de Mediona, on pren el nom de riu de Bitlles, i pels nuclis de Sant Pere de Riudebitlles, Terrassola i Lavit i Sant Sadurní d'Anoia. El Bitlles s'uneix al riu Anoia en els Plans del Bellestar, dins del municipi de Sant Sadurní d'Anoia.
Té un cabal mitjà d'uns 5 hm³ anuals amb variacions estacionals en dos períodes de cabals mínims que es produeixen a l'hivern i a l'estiu, més acusat en aquest últim, amb les crescudes més destacades a la tardor i de menys intensitat a la primavera. A l'entrada al terme de Torrelavit se li estima un cabal de base permanent d'uns 110 a 130 litres per segon.
El riu de Bitlles té diversos afluents. Destaca pel marge esquerra el torrent del Torró (Sant Pere de Riudebitlles) i pel marge dret el torrent de les Forques (Sant Quintí de Mediona) i del torrent de Guilló (Sant Pere de Riudebitlles).
El riu feia funcionar una vintena de molins paperers, dotze dels quals al terme de Torrelavit, que al segle XVIII abastien de paper els principals mercats nacionals i internacionals.

## Hàbitat
La circulació d'aigua superficial permanent del riu permet l'existència d'hàbitats particulars que aprofiten les condicions de major humitat edàfica i ambiental de la ribera del riu. L'hàbitat principal és l'albereda litoral (Vinco-Populetum albae) on l'arbre principal és l'àlber (Populus alba) però on també apareixen altres arbres acompanyants com el freixe (Fraxinus angustifolia) i el pollancre (Populus nigra). El sotabosc té espècies pròpies de l'esbarzerar com l'arç blanc (Crataegus monogyna), el sanguinyol (Cornus sanguinea) o el roldor (Coriaria myrtifolia), amb enfiladisses com la vinca (Vinca minor) o l'heura (Hedera helix). Hi apareix algun saulic (Salix purpurea), més abundants a la zona de Mediona, però també arbres al·lòctons com plàtans (Platanus x hispanica), troanes (Ligustrum lucidum) i falses acàcies (Robinia pseudoacacia). En algunes zones de riba més ampla hi ha plantades pollancredes per fusta. En general no es troba un veritable bosc de ribera o en galeria, sinó alberedes o arbredes discontínues, associades a la ribera, sovint sense continuïtat amb les masses forestals dels turons, per la pressió d'horts, vinyes i usos industrials (molins paperers i cellers). També apareixen trams ocupats per la canya americana (Arundo donax), més abundant als barrancs laterals sense circulació d'aigua permanent. Les riberes acostumen a incorporar també molts peus d'alzina (Quercus ilex) i roure de fulla petita (Quercus faginea) que aprofiten la major humitat edàfica i sovint les microcondicions d'inversió tèrmica.
Pel que fa a la fauna, en el passat l'amfíbia i ictiològica (peixos) va tenir la seva importància, gràcies al cabal constant que baixava pel riu i la seva bona qualitat, aspecte que fou alterat per les indústries que ja fa anys es van assentar a la vora del riu. Actualment les aigües baixen molt més netes que fa poques dècades, però encara s'està lluny de poder assolir una qualitat i un desenvolupament de comunitats de ribera i hàbitats que permetin poblacions amfibis i peixos.